# Walter A. Wohlgemuth
Walter Alexander Wohlgemuth (* 15. Mai 1966 in Bad Kreuznach) ist ein deutscher Radiologe sowie Direktor der Universitätsklinik und Poliklinik für Radiologie und Ordinarius an der Martin-Luther-Universität Halle-Wittenberg.

## Leben
Wohlgemuth studierte Humanmedizin an der Universität Regensburg, der Technischen Universität München und der Ludwig-Maximilians-Universität München sowie Gesundheitsökonomie an der Universität Bayreuth. Nach der Dissertation begann er seine Tätigkeit an der Klinik für Diagnostische Radiologie und Neuroradiologie und an der Klinik für Neurologie und klinische Neurophysiologie am Klinikum Augsburg, seit 2001 als Funktionsoberarzt sowie seit 2003 als Oberarzt und Leiter des Bereichs vaskuläre und interventionelle Radiologie.
Seit 2002 arbeitete Wohlgemuth als wissenschaftlicher Assistent am Institut für Medizinmanagement und Gesundheitswissenschaften an der Universität Bayreuth. 2005 habilitierte er sich an der dortigen Fakultät für Rechts- und Wirtschaftswissenschaften und erhielt eine Lehrberechtigung für die Themengebiete Medizinmanagement und Gesundheitswissenschaften. Von 2007 bis 2011 war er nebenberuflich Geschäftsführer der GWS Gesundheit Wissenschaft Strategie GmbH, einem Forschungs- und Beratungsunternehmen im Gesundheitswesen. Im Jahr 2009 gründete er den Interdisziplinären Funktionsbereich für angeborene Gefäßfehler am Klinikum Augsburg und übernahm bis 2011 dessen Leitung. 2011 wurde er zum Professor für Interventionelle Radiologie und als leitender Oberarzt am Institut für Röntgendiagnostik des Universitätsklinikums Regensburg berufen. Von 2012 bis 2017 leitete er das Interdisziplinäre Zentrum für Gefäßanomalien in Regensburg. Im Februar 2015 gründete er das erste deutsche Zentrum für pädiatrisch-interventionelle Radiologie, eine interdisziplinäre Behandlungseinheit für Kinder mittels minimal-invasiver Operationsmethoden. Zum Juni 2017 wurde er zum Ordinarius und Direktor der Universitätsklinik und Poliklinik für Radiologie an die Martin-Luther-Universität Halle-Wittenberg berufen. Dort leitet er auch seit 2018 das Interdisziplinäre Zentrum für Gefäßanomalien (IZG) am Universitätsklinikum Halle (Saale).

## Arbeits- und Forschungsschwerpunkte
Wohlgemuth startete seine wissenschaftliche Karriere im Bereich der Neurologie, u. a. mit der Erstbeschreibung eines seltenen Krankheitsbildes (belastungsabhängige Ischämie des Plexus lumbosacralis), um dann in der Sequenzforschung in der Magnetresonanztomographie zu arbeiten. Neben parallelen gesundheitsökonomischen Veröffentlichungen fokussierte er hierauf auf die psychometrische Messung der gesundheitsbezogenen Lebensqualität, hier unter anderem auf die Entwicklung neuer Messinstrumente.
Einen weiteren Schwerpunkt bildete die wissenschaftliche Forschung im Bereich der Interventionellen Radiologie. Hier unter anderem die Evaluation eines neuen Verfahrens zur Restenoseprophylaxe nach Perkutaner Transluminaler Angioplastie mittels endovaskulärer Brachytherapie, die Entwicklung eines neuen Verfahrens zur Pfortader-Thrombektomie sowie insbesondere die Embolisationstherapie mit Flüssigembolisaten. Sein aktueller Arbeitsschwerpunkt liegt auf der Entwicklung von Interventionellen Verfahren bei Kindern, Aorten-Stentgrafts sowie der Diagnostik und Therapie von angeborenen Gefäßfehlbildungen, hier unter anderem Erstbeschreibung einer neuen Methode zur Behandlung von arteriovenösen Malformationen.

## Mitgliedschaften in wissenschaftlichen Vereinigungen
Wohlgemuth war offizieller Vertreter von Eckhard Nagel in der „Kommission für die Nachhaltigkeit in der Finanzierung der sozialen Sicherungssysteme“, die durch die deutsche Bundesregierung als Expertenrunde von 2002 bis 2003 unter dem Namen Rürup-Kommission eingesetzt wurde. Seit 2005 ist er Mitglied des Fachausschusses Medizin und Gesundheitswissenschaften bei AQUIN, einem großen deutschen Akkreditierungs-, Zertifizierungs- und Qualitätssicherungs-Institut zur Zertifizierung von Studiengängen sowie Mitglied des wissenschaftlichen Beirats des Bundesverbands für angeborene Gefäßfehlbildungen sowie stellvertretender Sprecher der AG Gefäßerkrankungen im Kindesalter der Deutschen Gesellschaft für Angiologie. Aktuell ist Wohlgemuth Mitarbeiter des Review Boards der Zeitschriften European Radiology, Health Policy und Cardio Vascular and Interventional Radiology. Seit Anfang 2017 ist er Vorstandsvorsitzender der Deutschen interdisziplinären Gesellschaft für Gefäßanomalien (DiGGefa) sowie Herausgeber und Autor des Compendium Gefäßanomalien, einem frei zugänglichen Informationsportal mit wissenschaftlichem Expertenwissen zu Diagnostik und Therapie von Gefäßanomalien.

## Publikationen
Bücher
- Niels Zorger, René Müller-Wille, Walter A. Wohlgemuth: Embolisationstherapie – Grundlagen und praktische Anwendung. Unimed-Verlag, Bremen / London / Boston 2013.
- Walter A. Wohlgemuth, Michael H Freitag: Priorisierung in der Medizin – Interdisziplinäre Forschungsansätze. Medizinisch Wissenschaftliche Verlagsgesellschaft MWV, Berlin 2009.
- Walter A. Wohlgemuth: Evidenzbasierte Einflussfaktoren und gesundheitsbezogene Lebensqualität. Eine gesundheitswissenschaftliche Analyse anhand der peripheren arteriellen Verschlusskrankheit. Bayreuther Schriftenreihe Gesundheitsökonomie, Universität Bayreuth, Bayreuth 2005.
- Walter A. Wohlgemuth, Julika Mayer, Eckhard Nagel: Handbuch zu einer strategischen Gesundheitsstrukturreform in Deutschland. Bayreuther Gesundheitsökonomie Bd. 4, Verlag PCO, Bayreuth 2003.

Buchbeiträge
- Walter A. Wohlgemuth, René Müller-Wille: Direkte Lymphographie mit Intranodaler Lymphangiographie und Lymphgefäßinterventionen. In: Wolfgang Brauer (Hrsg.): Bildgebung Lymphologie. Sonographie, Lymphangiographie, MR und Nuklearmedizin. Springer Verlag, Berlin, 2021, S. 167–174
- René Müller-Wille, Walter A. Wohlgemuth: Zystische Lymphatische Malformation (LM) – Diagnose und Therapie. In: Wolfgang Brauer (Hrsg.): Bildgebung Lymphologie. Sonographie, Lymphangiographie, MR und Nuklearmedizin. Springer Verlag, Berlin, 2021, S. 175–184
- Walter A. Wohlgemuth: Vaskuläre Malformationen im Knochen. In: Klaus Bohndorf, Herwig Imhof, Klaus Wörtler (Hrsg.): Radiologische Diagnostik der Knochen und Gelenke. Georg Thieme Verlag, Stuttgart / New York 2013, S. 320–324.
- J. Volk, Walter A. Wohlgemuth: Integrierte Versorgung. In: Eckhard Nagel (Hrsg.): Das Gesundheitswesen in Deutschland. Deutscher Ärzteverlag, Köln 2012, S. 279–287.
- Anne G. Osborne, Susan I. Blaser, Karen L. Salzman: Pocket Radiologist Gehirn: Die Top 100 Diagnosen. Elsevier Company, München 2004. [Übersetzung vom Amerikanischen ins Deutsche]
- Walter A. Wohlgemuth: Intensivmedizinisch relevante Bildgebung des Thorax. In: Joachim Eckart, Helmut Forst, Hans Burchardi: Intensivmedizin. EcoMed Verlag, Landsberg/Lech 2003, S. 7–35.
- Klaus Bohndorf, Walter A. Wohlgemuth: Radiologische Diagnostik. In: Walter Zimmermann, Erich Amarotico, Hans H. Koch: Kompaktwissen Innere Medizin. Dustri-Verlag, München 1999, S. 1–34.
- Michael Engelhardt, Willy Christian, Walter A. Wohlgemuth, Klaus-Dieter Wölfle: Wie empfindet der Patient die „Vorteile“ der peripheren Bypass-Chirurgie? In: Bernd Luther, Wolfgang Hepp (Hrsg.): Kruropedale Arterienverschlüsse – Diagnostiken und Behandlungsverfahren. Steinkopff Verlag, Heidelberg 2009, S. 173–180.
- Michael H Freitag, Walter A. Wohlgemuth, Eckhard Nagel: Perspektiven der Versorgungsforschung aus wissenschaftstheoretischer Sicht. In: Maria Blettner, Christoph Fuchs, Jörg Michaelis, Eckhard Nagel (Hrsg.): Versorgungsforschung als Instrument zur Gesundheitssystementwicklung. Akademie der Wissenschaften und der Literatur, Medizinische Forschung (Band 15), Mainz 2009, S. 55–60.